# District de Karasaï

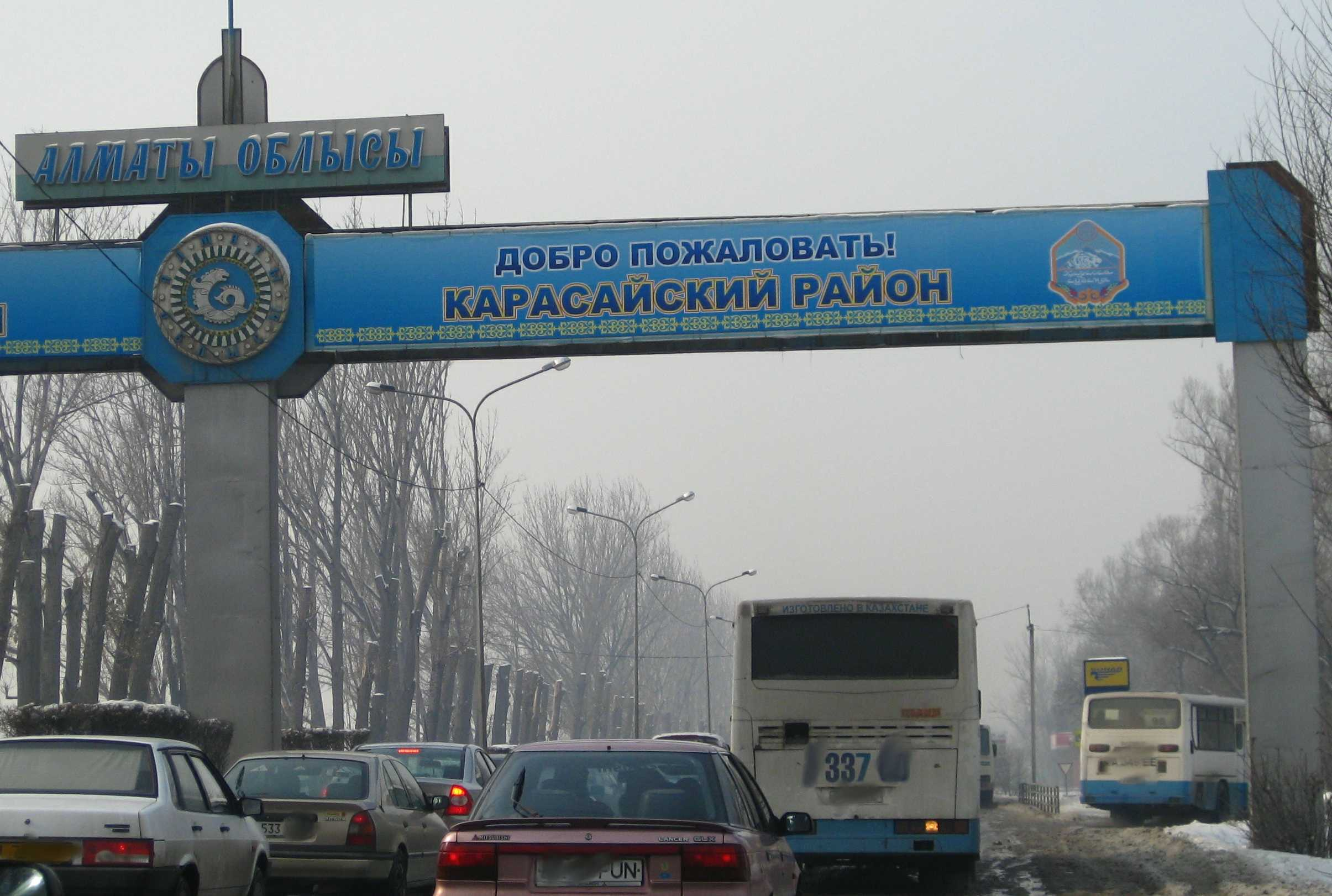
Pancarte de bienvenue à l’entrée du district

Le district de Karasaï (en kazakh : Қарасай ауданы, en russe : Карасайский район) est un district de l’oblys d'Almaty, situé au sud-est du Kazakhstan. Il s’est appelé à l’origine « district de Kaskelen ».

Le centre administratif du district est la ville de Kaskelen.

## Démographie
Le recensement de 2010 montre une population de 170 495 habitants.

La population se répartissait alors, entre Kazakhs (58 %), Russes (22 %), Turcs (6 %), Azéris (3 %), Ouïghours (2 %), Kurdes (2 %),  Tatars (1 %), Allemands (1 %), Ukrainiens (0,7 %), Coréens (0,5 %), Tchéchènes (0,3 %) et divers (3,5 %).